# Atelurius segmentatus
Espèce
Atelurius segmentatus est une espèce d'araignées aranéomorphes de la famille des Salticidae.

## Distribution
Cette espèce se rencontre au Venezuela et au Brésil.

## Description
Le mâle holotype mesure 3 mm.

Atelurius segmentatus

La femelle décrite par Marta, Bustamante, Ruiz, Teixeira, Hagopián, Brescovit, Valiati et Rodrigues en 2022 mesure 3,63 mm.

## Systématique et taxinomie
Cette espèce a été décrite par Simon en 1901.

## Publication originale
- Simon, 1901 : « Descriptions d'arachnides nouveaux de la famille des Attidae (suite). » Annales de la Société Entomologique de Belgique, vol. 45, p. 141-161 (texte intégral).